# Тоні Вотт
Тоні Вотт (англ. Tony Watt, нар. 29 грудня 1993, Котбрідж) — шотландський футболіст, нападник клубу «Чарльтон Атлетик».

## Клубна кар'єра
Народився 29 грудня 1993 року. Вихованець футбольної школи клубу «Ейрдрі Юнайтед».
У дорослому футболі дебютував 2010 року виступами за команду клубу «Ейрдрі Юнайтед». Його дебют відбувся 24 липня 2010 року в поєдинку Кубка виклику проти «Ейр Юнайтед». 7 серпня Тоні вперше вийшов в матчі чемпіонату країни (Другий дивізіон шотландської футбольної ліги) проти «Іст Файф». У тому ж матчі Вотт забив свій перший гол у професійному футболі, принісши своїй команді нічию 3:3. Всього за «Ейрдрі» Тоні зіграв 19 матчів і забив три м'ячі, за що був удостоєний нагороди «Гравець місяця» Другого дивізіону за підсумками грудня 2010 року.

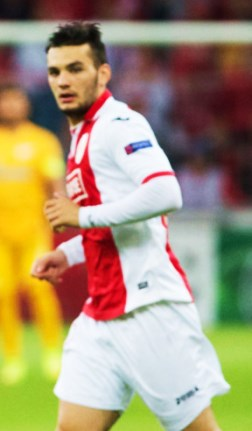
Тоні Вотт під час виступів за «Стандард». 22 серпня 2014 року.

На початку 2011 року перейшов у «Селтік», який заплатив трансфер 80 тисяч фунтів стерлінгів з подальшими виплатами у разі успішних виступів Тоні за «біло-зелених». Контракт з молодим футболістом був укладений строком на три роки.
Дебют Вотта в «Селтіку» вийшов тріумфальним — 22 квітня 2012 року нападник вийшов на заміну замість Павела Брожека у матчі проти «Мотервелла» (3:0). Через чотири хвилини Тоні відкрив рахунок у цьому поєдинку, а ще через три хвилини оформив «дубль», змусивши капітулювати голкіпера «сталеварів» Даррена Рендольфа. Чергові голи Вотта відбулися вже в наступному футбольному році — 25 серпня він знову відзначився «дублем», цього разу опонентами «Селтіка» були гравці «Інвернесс Каледоніан Тісл». Ці досягнення дозволили Тоні отримати звання «Молодого гравця місяця в Прем'єр-лізі» за підсумками серпня. Всього відіграв за команду з Глазго наступні півтора сезони своєї ігрової кар'єри, вигравши в обох сезонах чемпіонський титул, а також одного разу кубок Шотландії.
Протягом сезону 2013/14 років Вотт на правах оренди захищав кольори бельгійського клубу «Льєрс». Після завершення оренди ряд провідних бельгійських клубів проявили зацікавленість у шотландці. В липні 2014 року за 1,2 млн фунтів Вотт перейшов у «Стандард» (Льєж), підписавши п'ятирічний контракт. Дебютував за новий клуб 2 серпня 2014 року, вийшовши на другу половину матчу чемпіонату проти «Кортрейка» (3:2). Тим не менш, Тоні не зміг стати основним гравцем і до кінця грудня 2014 року забив тільки три голи (два у чемпіонаті і один у кубку), а більшості матчів виходив лише на заміну.
6 січня 2015 року Вотт перейшов до складу англійського клубу «Чарльтон Атлетик», що виступав у Чемпіоншіпі. Відтоді встиг відіграти за команду з Лондона 24 матчі в національному чемпіонаті.

## Виступи за збірні
10 травня 2011 року дебютував у складі юнацької збірної Шотландії, відігравши 76 хвилин товариського матчу проти однолітків з Данії. 23 вересня того ж року форвард, вразивши ворота однолітків з Уельсу, забив свій перший гол на міжнародній арені.
Після вдалого дебюту Вотта за «Селтік» наставник юнацьких збірних Шотландії Біллі Старк заявив, що хотів би спробувати Тоні в поєдинках команди старших років. У серпні 2012 року 18-річний форвард вперше вийшов на поле в матчі «молодіжки» — суперниками «тартанових» були бельгійці. У своїй другій грі за молодіжну збірну Тоні, реалізувавши пенальті у ворота люксембуржців, відкрив рахунок своїм голам у команді цього віку. Всього на молодіжному рівні зіграв у 10 офіційних матчах, забив 5 голів.

## Досягнення

### Клубні
- Чемпіон Шотландії: 2011/12, 2012/13
- Володар Кубку Шотландії: 2012/13

### Індивідуальні
- Найкращий молодий гравець місяця шотландської Прем'єр-ліги: серпень 2012
- Найкращий молодий гравець місяця шотландської футбольної ліги: грудень 2010